# Baraboo (Wisconsin, nagyváros)
Baraboo nagyváros (city) az Amerikai Egyesült Államok Wisconsin államában, Sauk megyében, melynek megyeszékhelye is. Lakosainak száma 12 556 fő (2020. április 1.).

## Népesség
A település népességének változása:

| 2010 | 12 048 |
| 2020 | 12 556 |